# Marta de Betania
Marta de Betania (en idioma arameo : מַרְתָּא Martâ) es una figura bíblica descrita en el Nuevo Testamento, en los Evangelios de Lucas y Juan. Se la presenta viviendo en la aldea de Betania, junto con sus hermanos Lázaro de Betania y María de Betania, cerca de Jerusalén. En su casa se hospedó Jesús en al menos tres ocasiones y fue testigo de la resurrección de su hermano, Lázaro de Betania, por Jesús.

## Referencias bíblicas

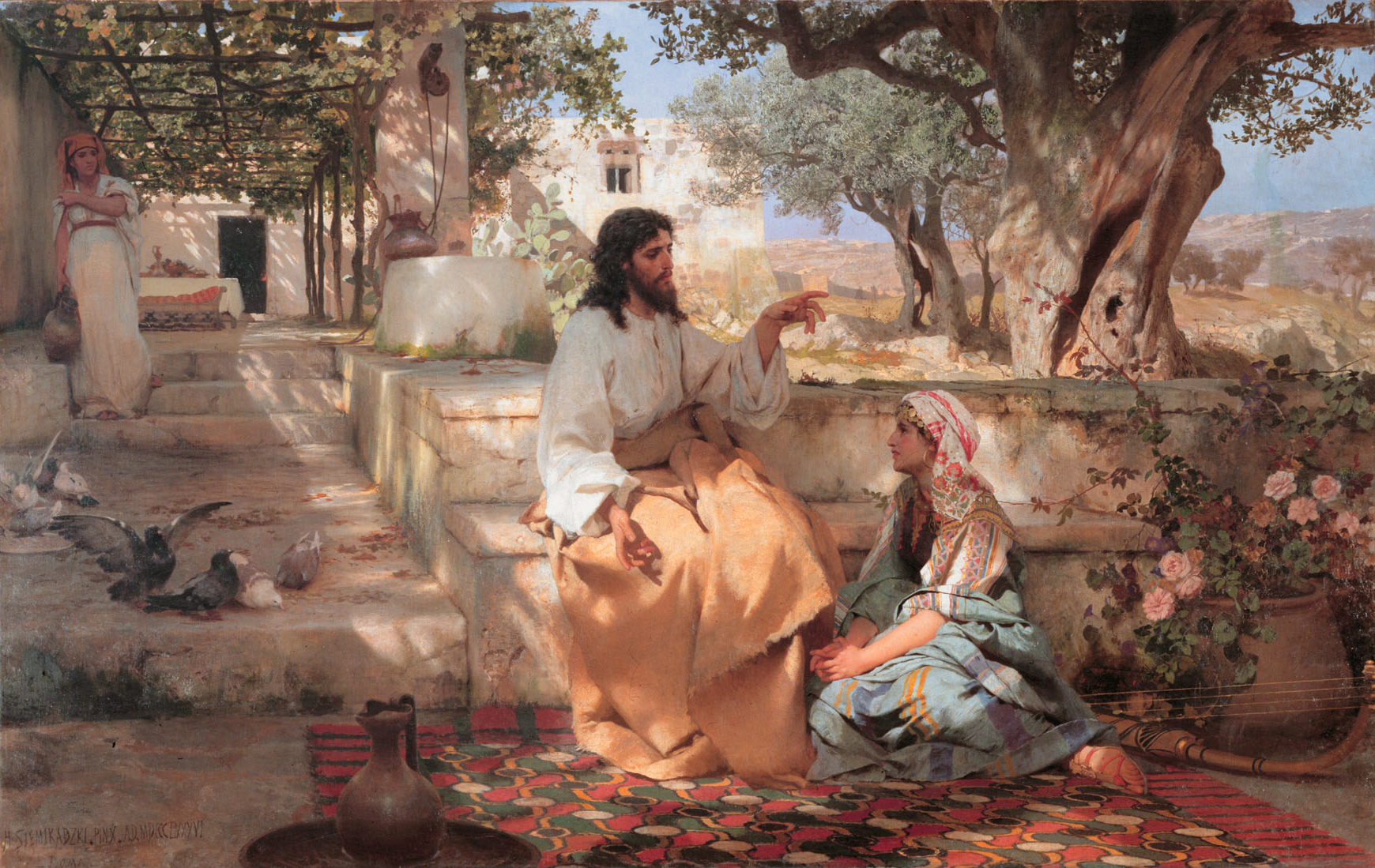
Henryk Siemiradzki, Cristo en casa de Marta y María, 1886. San Petersburgo, Museo Estatal Ruso.

## Leyendas posteriores

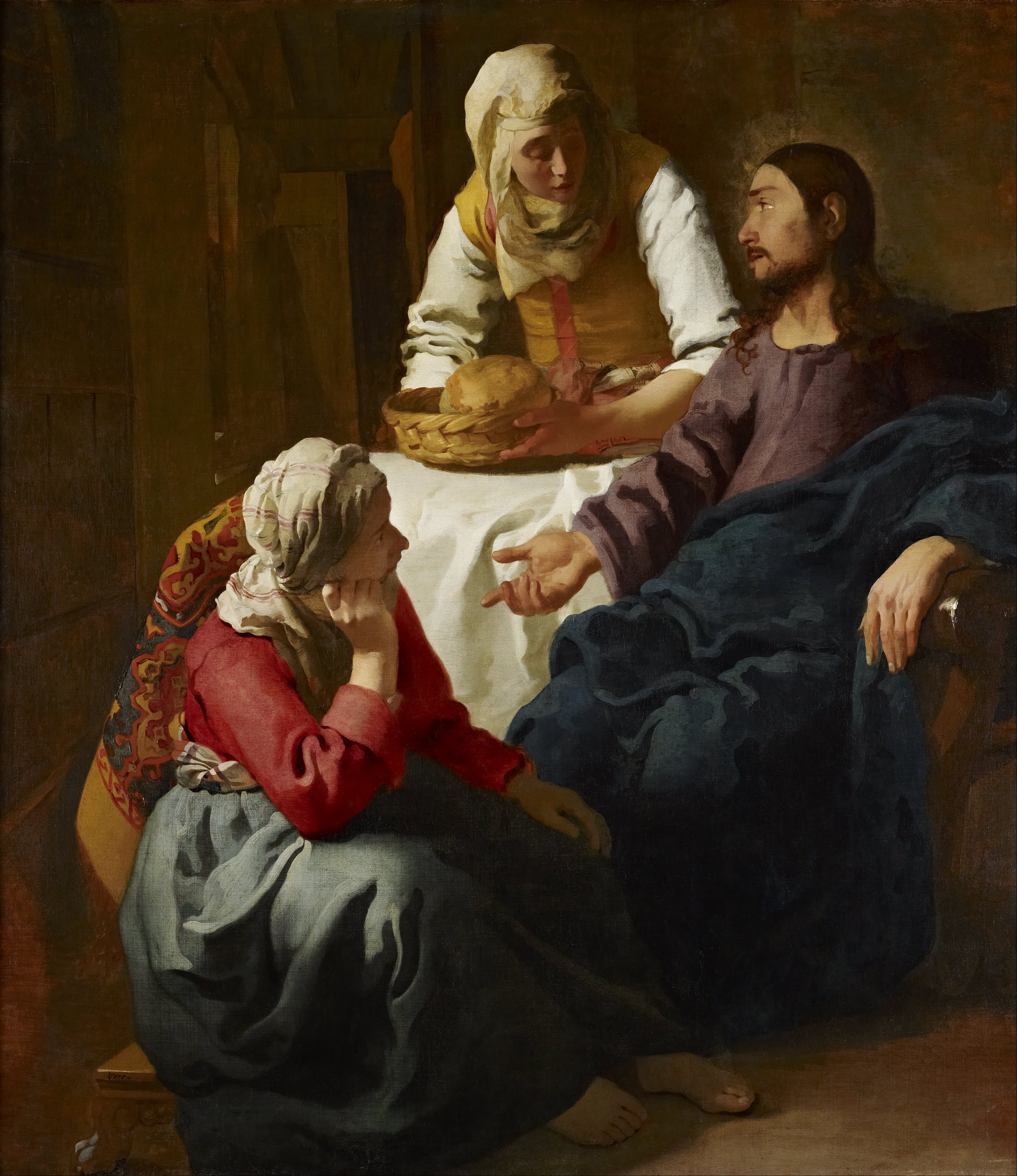
Johannes Vermeer, Cristo en casa de Marta y María, 1654/56. Edimburgo, National Gallery of Scotland.

## Etimología del nombre

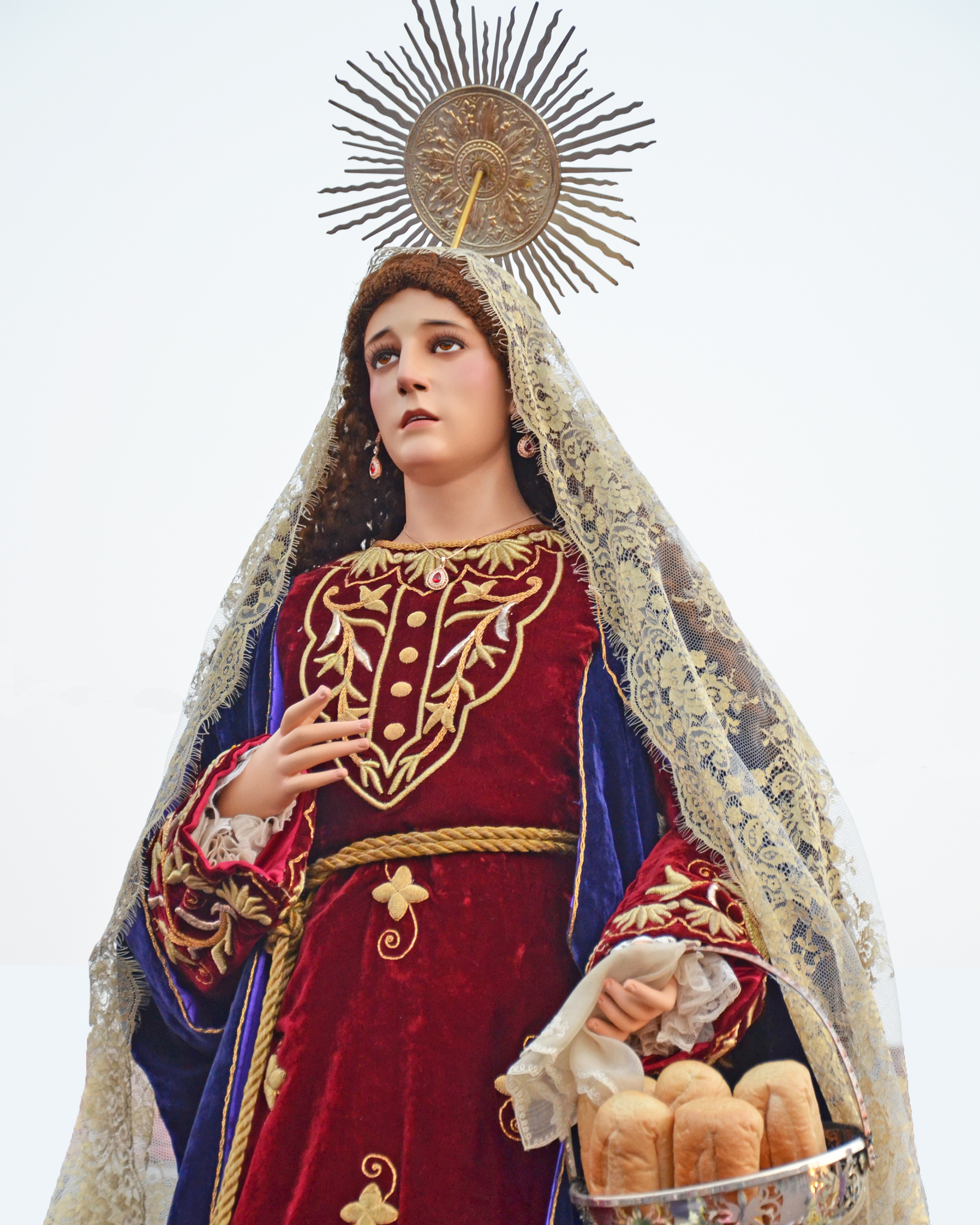
Imagen de santa Marta utilizada en procesiones de Semana Santa en el Santuario Nacional y Parroquia de Santa Ana en Hagonoy (Bulacan), Filipinas.

El nombre Martha es una transcripción latina del griego koiné Μάρθα, en sí una traducción del arameo מַרְתָּא Martâ, «la señora» o «la dama», de מרה «señora», femenino de מר «amo». La forma aramea aparece en una inscripción nabatea encontrada en Pozzuoli, y ahora en el Museo de Nápoles, datada en 5 d. C. (Corpus Inscr. Semit., 158); también en una inscripción palmirana, donde la traducción griega tiene la forma Marthein.